# Cryptorhopalum fusculum
Cryptorhopalum fusculum är en skalbaggsart som beskrevs av Leconte 1854. Cryptorhopalum fusculum ingår i släktet Cryptorhopalum och familjen ängrar. Inga underarter finns listade i Catalogue of Life.